# Jesús Gil Vilda
Jesús Gil Vilda (Zaragoza, 21 de mayo de 1971) es un químico, guionista y escritor español. Entre otros premios, ha recibido el de mejor guion en el Festival Internacional de Cine de Montreal.

## Biografía
Licenciado en Ciencias Químicas por la Universidad de Zaragoza en 1995, su trabajo se ha extendido por ámbitos tan diversos como la ingeniería, las ventas, la literatura y el guion cinematográfico. Como novelista, en 2011 publicó Crisis del gran mal.
En 2015, publicó A las afueras del mundo, que fue finalista en los premios Cálamo.
Como ensayista, en 2022 publicó Los 7 vendedores de éxito y los 8 compradores empeñados en que fracasen, plasma su experiencia en ventas industriales B2B a través de siete arquetipos de vendedores que encarnan las habilidades de un vendedor. Como guionista de cine, colaboró con el director y guionista Xavi Puebla en dos películas.

## Obra

### Novelas
- Crisis del gran mal (El Alehep 2011)
- A las afueras del mundo (Destino 2015)

### Ensayo
- Los 7 vendedores de éxito y los 8 compradores empeñados en que fracasen (Empresa Activa, 2022)

### Guion
- Bienvendo a Farewell-Gutmann (2008) con Xavi Puebla
- A puerta fría  (2013) con Xavi Puebla

## Premios y Reconocimientos
- Mejor guion (con Xavi Puebla) Festival des Films du Monde de Montreal 2008 por Bienvenido a Farewell-Gutmann, ex aequo Ryoichi Kimizuka y Satoshi Suzuki por Dare mo mamotte kurenai
- Premio Gaudí al mejor guion (con Xavi Puebla) por Bienvenido a Farewell-Gutmann
- Finalista Le Festival du premier roman de Chambéry 2011 con Crisis de gran mal.
- Mejor guion (con Xavi Puebla) Festival Cinespaña 2012 por A puerta fría